# Аркушине
Арку́шине — село в Україні, у Великобурлуцькій селищній громаді Куп'янського району Харківської області. Населення становить 53 осіб. До 2020 орган місцевого самоврядування — Гнилицька сільська рада.

## Географія
Село Аркушине знаходиться на лівому березі річки Гнилиця, біля балки Берестова, вище за течією розташоване село Зелений Гай, на протилежному березі село Червоне (Печенізький район) (зняте з обліку).

## Історія
12 червня 2020 року, відповідно до розпорядження Кабінету Міністрів України № 725-р «Про визначення адміністративних центрів та затвердження територій територіальних громад Харківської області», увійшло до складу Великобурлуцької селищної громади.
19 липня 2020 року, в результаті адміністративно-територіальної реформи та ліквідації Великобурлуцького району, село увійшло до складу Куп'янського району Харківської області.
Російська окупація села почалася 24 лютого 2022 року.
11 вересня 2022 року Збройні Сил України в ході Харківської контрнаступальної операції звільнили від російських окупантів населені пункти Великобурлуцької селищної територіальної громади.